# Apoprotéine
L'apoprotéine est la partie protéique d'une molécule qui comporte une partie non protéique. Dans l'exemple de l'hémoglobine, la globine est l'apoprotéine, l'hème le cofacteur. La partie non protéique peut-être une molécule organique, un ion métallique ou un agrégat atomique, comme un cluster fer-soufre. Dans le cas où la protéine possède une activité enzymatique, on parle alors d'apoenzyme et de coenzyme.
Le couple ApoB120 et ApoB48 est intéressant comme exemple de mécanisme d'édition.
L'ApoB120 (forme lourde 500 kDa) transporte les lipides endogènes (dans le sang) alors que l'ApoB48 (forme légère, 48 kDa) transporte les lipides exogènes (permet le passage de la lumière intestinale vers les entérocytes). Ces deux protéines sont codées à partir du même gène. La transcription de ce gène est suivie d'une édition possible qui crée un codon stop. On obtient alors une ApoB48. L'absence d'édition donne une ApoB120. 